# Bernhardinerkloster Breslau

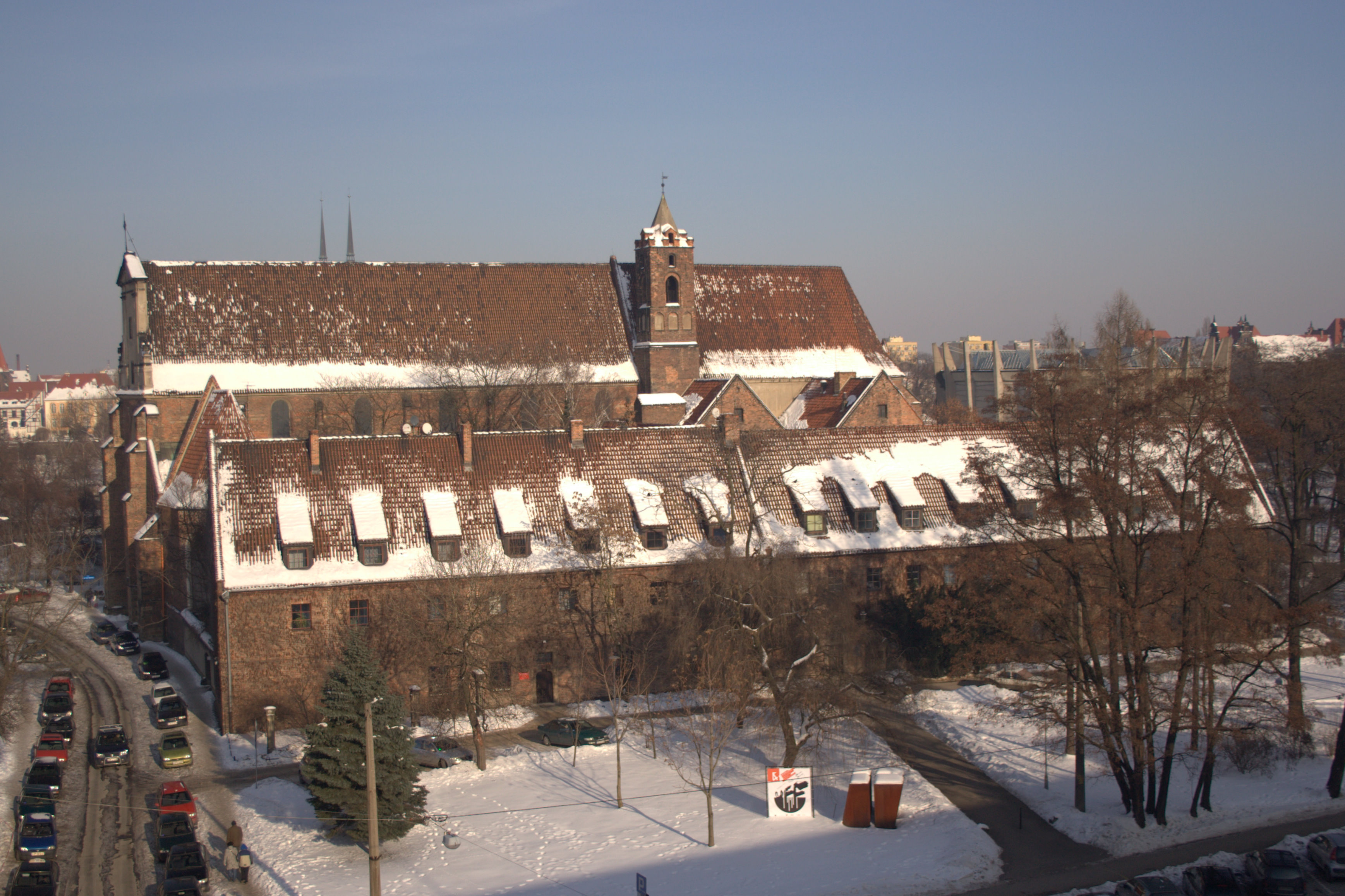
Bernhardinerkloster Breslau

Das ehemalige Bernhardinerkloster (polnisch Zespół pobernardyński we Wrocławiu), das vormalige Kloster der Bernhardiner in Breslau, das aus der ehemaligen Bernhardinerkirche und dem Kloster in der Straße Bernardyńska 5 in der ehemaligen Neustadt bestand, beherbergt heute das Architekturmuseum, Büros der städtischen Denkmalbehörde und Privatwohnungen und ist ein Baudenkmal.

## Beschreibung
Das Bernhardinerkloster wurde als ein Viereck mit Hof und Kreuzgängen mit wertvollen Innenräumen im spätgotischen Stil erbaut, daran schließt sich ein zweiter Hof an, der durch den verlängerten Südflügel, das Kirchenschiff und die Kapelle sowie eine Mauer zur Straße hin getrennt ist. Die Kirche selbst ist basilikal, ohne Querschiff, die Kirchenschiffe sind mit Sterngewölben geschlossen. Die Grundrissgeometrie weicht vom rechten Winkel ab.

## Geschichte bis 1945

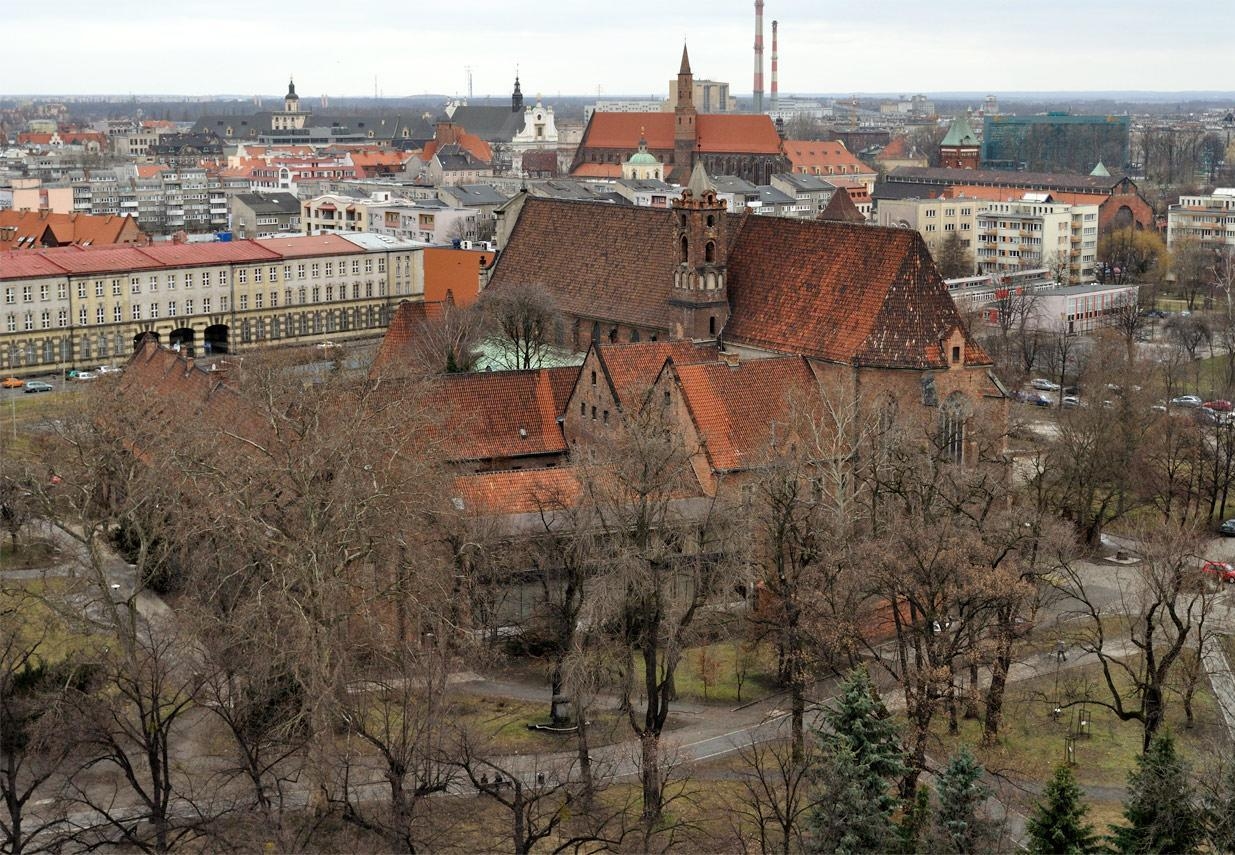
Gesamtansicht der Klosteranlage

### Kloster
Die erste Holzkirche wurde 1453 gebaut, kurz nach der Ankunft des Franziskaners Johannes Capistranus in Breslau. Der Bau des Klosterkomplexes begann 1462 auf Initiative Capistrans und wurde 1505 abgeschlossen. Die Holzkirche wurde abgerissen und an ihrer Stelle in den Jahren 1463 bis 1466 eine dreischiffige Basilika errichtet. Den Grundstein zum Bau einer steinernen Kirche und Kloster legte der Konsul Valentin Haunold. Sie wurde am 28. Mai 1464 durch den Breslauer Weihbischof Johannes Erler, Titularbischof von Gardar geweiht. Haunold stiftete am Mittwoch nach Michaelis (2. Oktober) 1465 neben der Kirche, anstelle der Gemächer Capistrans, eine Kapelle, möglicherweise identisch mit der späteren Taufkapelle. Johann Bramer auf Ober-Stephansdorf vermachte 1465 zum Kirchenbau 123 Mark Meißner Groschen. Im Jahr 1491 stürzten ihre Chorgewölbe ein. Bald nach der Fertigstellung des Klosterkomplexes zwang der Stadtrat die Bernhardiner, die Stadt zu verlassen.

### Hospitalstiftung

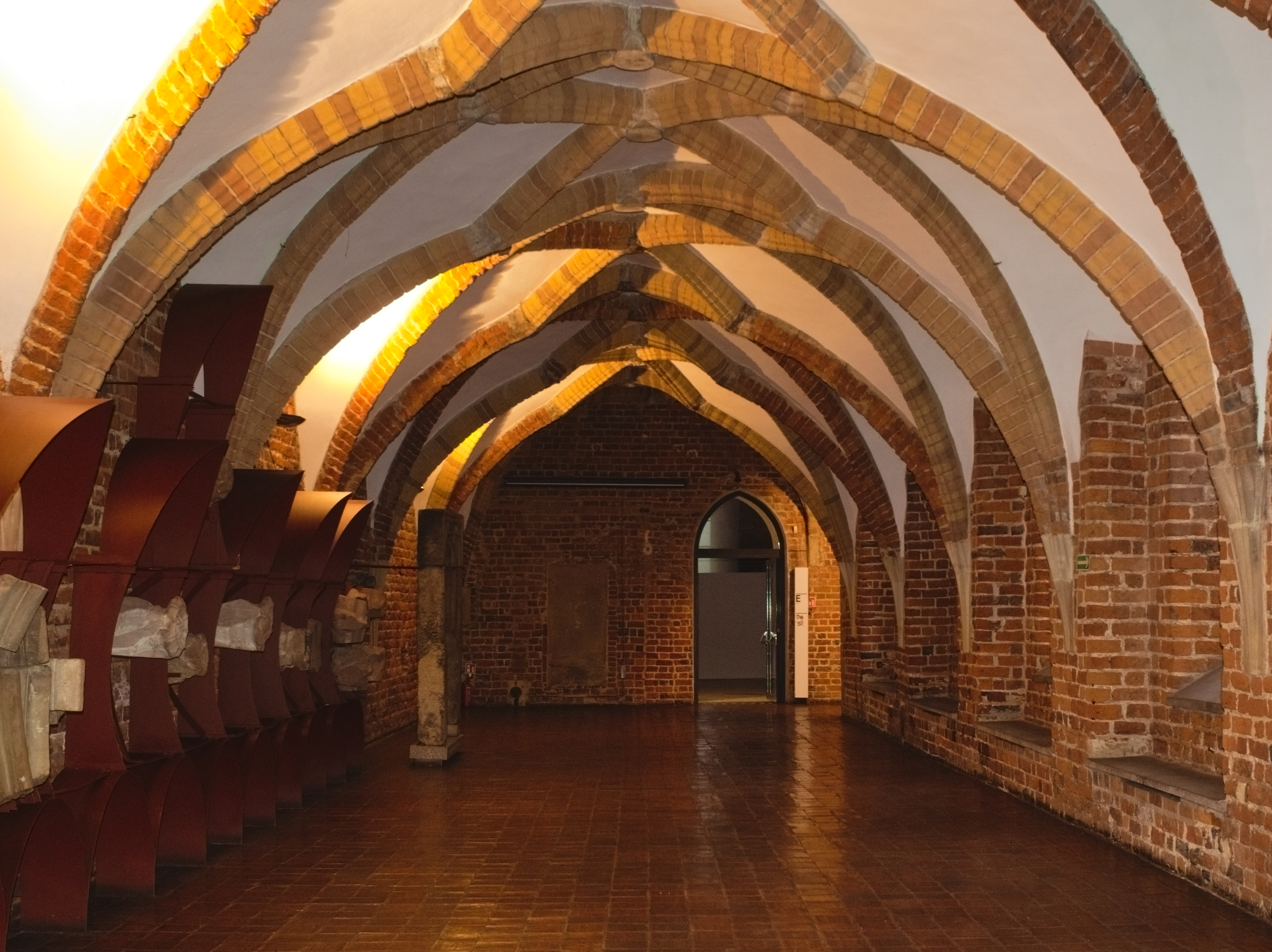
Kreuzgang

1522 wurde im Kloster ein Hospital eingerichtet, später auch eine Schule und eine Sozialeinrichtung. Während der Reformation wurde die Kirche 1544 den Protestanten übergeben, die dort die Kirchengemeinde der Neustadt gründeten, die dort zum Ende des Zweiten Weltkrieges 1945 ihren Sitz hatte. Das Hospital konnte nur von Breslauer Bürgern und Bürgerinnen evangelischer Konfession in Anspruch genommen werden und war Mitte des 19. Jahrhunderts auf siebzig Senioren ausgelegt. 1634 wurde die Kirche durch G. Sauer wiederaufgebaut und von 1702 bis 1704 die Giebel der Kirche an der Westfassade spätbarock umgestaltet. 1782 wurde das Kloster um ein Schulgebäude und 1827 um ein neues Krankenhaus erweitert; beide Gebäude wurden in den Jahren 1871–1872 durch Karl Johann Christian Zimmermann umgebaut und erweitert. Renovierungen der Kirche erfolgten 1899 bis 1901 und des Klosters im Jahr 1907, wobei der westliche Teil des Kreuzgangs als Lapidarium genutzt wurde.

#### Güterbesitz
Zur Unterhaltung des Hospitales, vermachte 1552 der Breslauer Ratsherr Hanns Kulmann der Einrichtung die Güter Domslau, Protsch und Peiskerwitz. Die Kulmann´sche Hospitalstiftung gelangte an die Breslauer Stadtkämmerei, die die Verwaltung dem städtischen Magistrat übertrug. Einer der verwalter war Bartholomäus Riediger († 1738). Später fiel die Patrimonialgerichtsbarkeit an das königlich-preußische Landgericht.

## Geschichte nach 1945

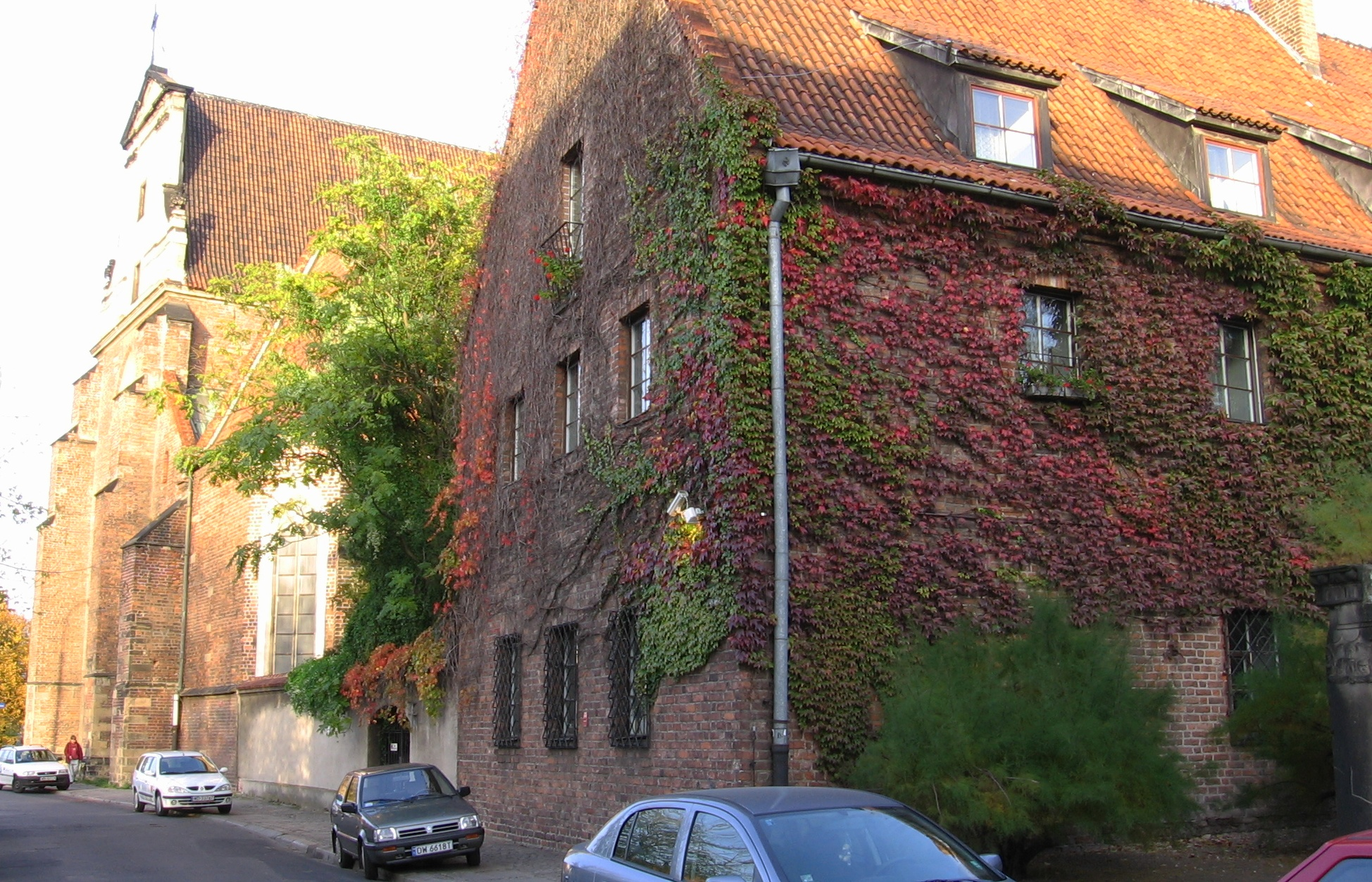
Der Eingang zur Konservierungsabteilung; links – Bernardyńska Straße, im Hintergrund die Bernhardiner-Klosterkirche

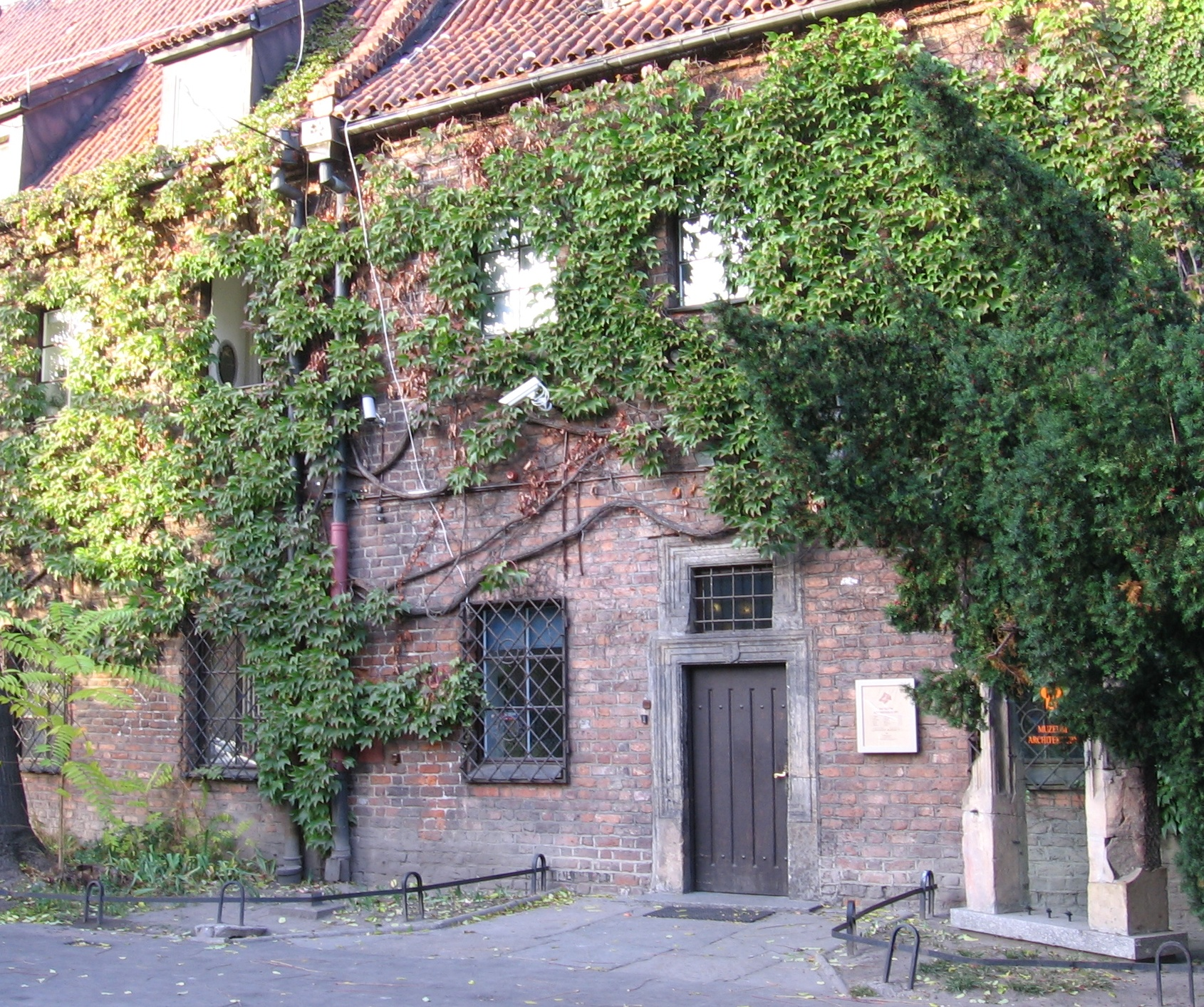
Eingang zum Museum

Der im Zweiten Weltkrieg zu 60 % zerstörte Kirchen- und Klosterkomplex wurde in den Jahren 1947 bis 1949 und 1957 bis 1967 nach den Entwürfen und unter der Leitung von Edmund Małachowicz wiederaufgebaut, der 1966 vom Bauminister für seinen Beitrag zum Wiederaufbau unter Bewahrung des gotischen Charakters der Gebäude eine Auszeichnung erhielt. Seit 1965 hat das Breslauer Architekturmuseum seinen Sitz im Gebäude der ehemaligen Kirche und in vier Flügeln des ehemaligen Klosters. Beim Wiederaufbau erhielt das Kloster in den Jahren 1956 bis 1974 einen neuen Ostflügel.

## Architektur
Die Anlage besteht aus Kirche und südlich angrenzendem, um zwei Innenhöfe angelegtem Kloster. Sie gehört außer dem modern gestalteten Ostflügel der Spätgotik an. Die Bauteile bestehen aus Backstein und wurden in den rekonstruierten Bauteilen unter Verwendung von Beton gebaut. Die Kirche hat ein dreischiffiges sechsjochiges basilikales Langhaus mit einschiffigem, dreijochigem, dreiseitig geschlossenem Chor, an den sich im Südosten die zweijochige Sakristei sowie eine dreiseitig geschlossene Kapelle der Muttergottes und des hl. Johannes Capistranus im Südwesten anschließt. Der Chor und das Mittelschiff mit Sterngewölben  geschlossen, in den Seitenschiffen, der Kapelle  und der Sakristei mit einfachen Kreuzgewölben. Hohe Spitzbogenfenster erhellen den Raum. Der Chor, die Kapelle und die Westfassade der Kirche sind mit Strebepfeilern versehen. Der barocke, verputzte Westgiebel ist von Doppelpilastern flankiert und wird von einer Dreiecksverdachung bekrönt.
Das Kloster wurde auf rechteckigem Grundriss mit langem, parallel zum Langhaus gelegenem Südflügel (ein- und zweigeschossig) erbaut. Im Kreuzgang sind Kreuzrippen- und Netzgewölbe eingezogen. Zwischen Chor und Kloster ist ein Saal mit Mittelpfeilern angeordnet, über dem sich der Turm erhebt. Der Bauschmuck zeigt im Chor und im Mittelschiff Dienste und Schlusssteine mit spätgotischen Steinmetzdekorationen, ebenso in der Kapelle, teilweise mit erhaltenem Fenstermaßwerk. Das Sandsteinportal im Westen ist spitzbogig mit Stufen und wird flankiert von Säulen mit gewundenen Schäften und von Fialen, bekrönt von einem Wimperg mit Eselsrückenbogen. Weitere Portale sind spitzbogig und rechteckig gestaltet.
Eine gotische Grabplatte des Theoderich von Trost aus dem Jahr 1407 ist erhalten.